# سارگیس وارطانیان
سارگیس هامبارتسومی وارطانیان (ارمنی: Սարգիս Համբարձումի Վարդանյան؛ زادهٔ ۲۰ سپتامبر ۱۹۱۷ - درگذشته ۴ آوریل ۱۹۹۷) یک شیمی‌دان اهل ارمنستان بود.

## زندگی‌نامه
در ۲۰ سپتامبر ۱۹۱۷ در ایروان به دنیا آمد و از دانشگاه دولتی ایروان (۱۹۴۱) فارغ‌التحصیل شد. وی عضو فرهنگستان ملی علوم ارمنستان بود. وی همچنین برنده نشان جنگ میهنی (درجه یک و درجه دو)، نشان ستاره سرخ و نشان پرچم سرخ کار شده است. وی در ۴ آوریل ۱۹۹۷ در سن ۷۹ سالگی در ایروان درگذشت.

## یادداشت
1. ↑  քիմիական գիտությունների դոկտոր
2. ↑  Ռուբեն Վարդանյան و Գայանե Վարդանյան
3. ↑  Ն. Չելինսկու անվան օրգանական քիմիայի ինստիտուտ

## نگارخانه

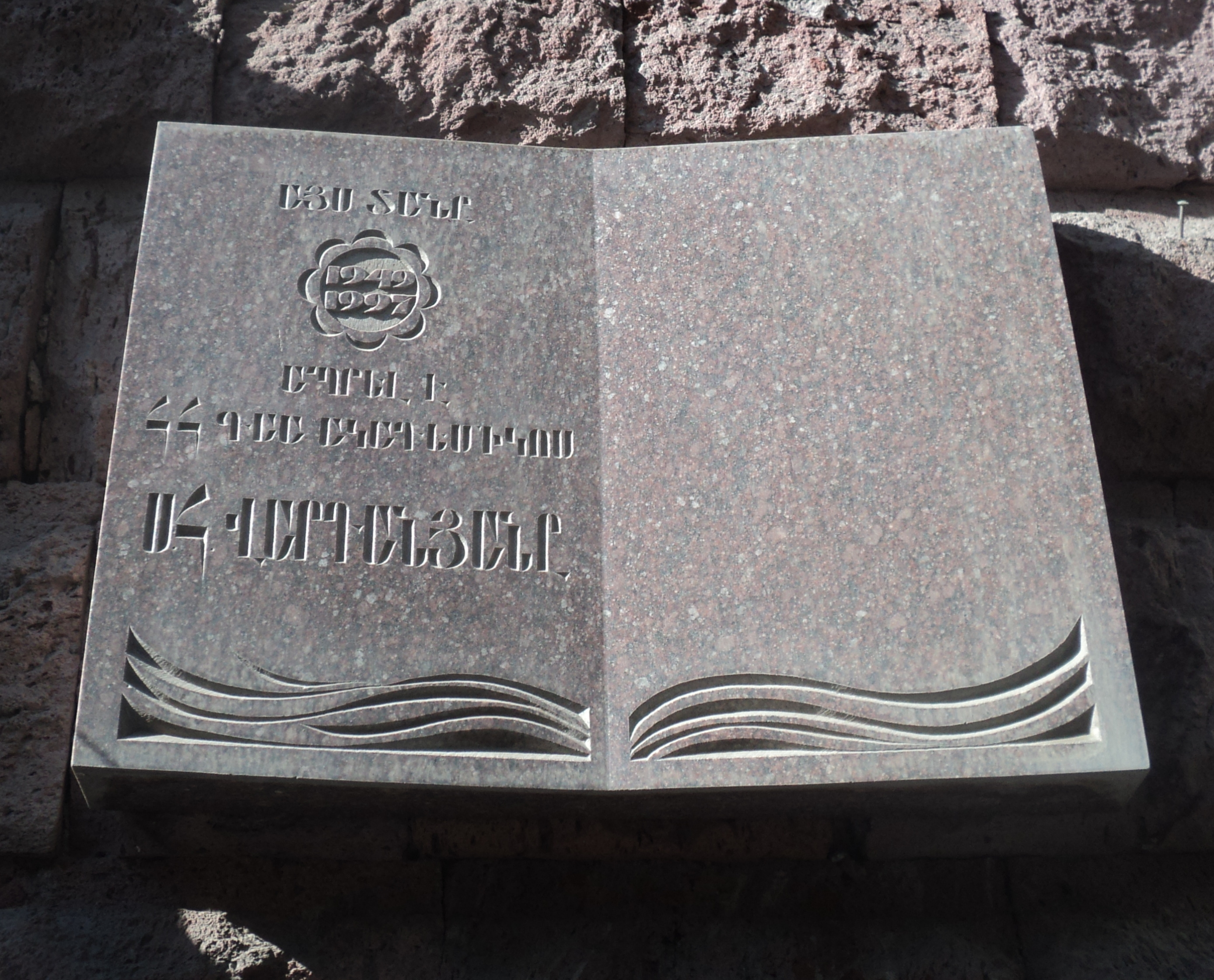
پلاک یادبود